# Weserstadion
Weserstadion är en fotbollsarena i Bremen i Tyskland, byggd 1923 och invigd 1924.
Weserstadion är SV Werder Bremens hemmaplan och har fått sitt namn efter floden Weser. Under Andra världskriget var Weserstadion upplagringsplats för tysk krigsmateriel. Efter Andra världskriget spelades ockupationsmakterna här innan Werder Bremen åter kunde bruka sin hemmaplan. Weserstadion har byggts om ett flertal gånger men inte varit aktuell som arena då Tyskland arrangerat VM och EM i fotboll.

## Evenemang
- SV Werder Bremens hemmamatcher i Bundesliga

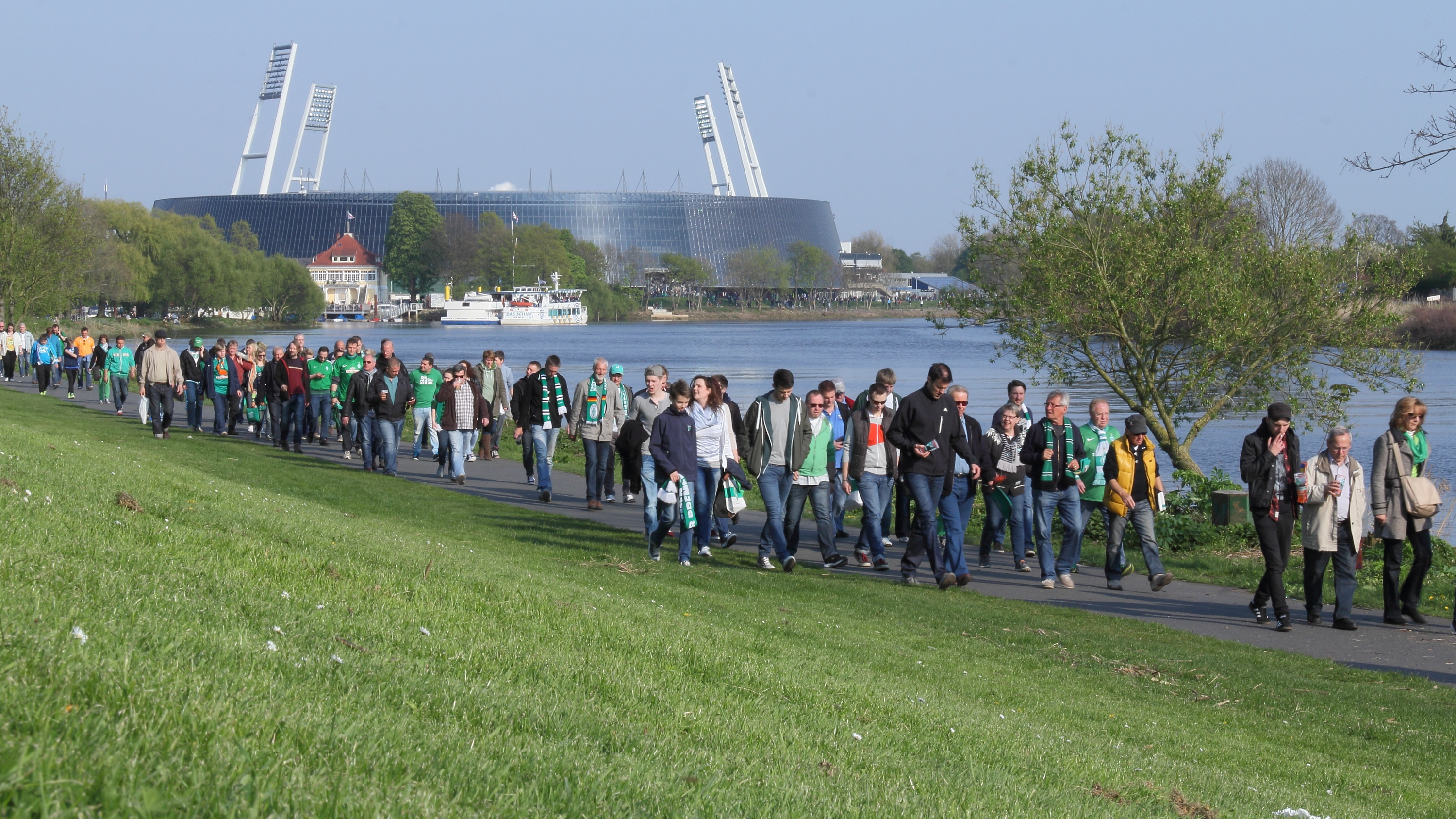
Weserstadion 2014

- Fotbollslandskamper